# Anthony Kennedy
Anthony McLeod Kennedy (ur. 23 lipca 1936 w Sacramento, Kalifornia) – amerykański prawnik, politolog i ekonomista, sędzia federalny, sędzia Sądu Najwyższego USA w latach 1988–2018.

## Wykształcenie i praktyka zawodowa
Absolwent politologii Uniwersytetu Stanforda (1958). Studiował także na London School of Economics i Harvard Law School (1961).
Po studiach rozpoczął prywatną praktykę prawniczą w San Francisco (1961–1963), a następnie (do 1975) w rodzinnym Sacramento. W latach 1965–1988 wykładał prawo konstytucyjne w McGeorge School of Law przy University of the Pacific.
Prezydent Gerald Ford mianował go sędzią Sądu Apelacyjnego 9 okręgu (1975–1988).

## Sąd Najwyższy
26 czerwca 1987 na emeryturę przeszedł Lewis Franklin Powell, sędzia Sądu Najwyższego USA. Prezydent Ronald Reagan najpierw nominował Roberta Borka, jednak dla senatorów okazał się zbyt konserwatywny. Kolejny kandydat, Douglas H. Ginsburg, został wycofany po tym, gdy okazało się, że w młodości nadużywał marihuany. Wreszcie, Reagan zaproponował Kennedy’ego, który został wybrany 18 lutego 1988 sędzią przy 97 głosach za, bez sprzeciwu.
Uchodzi za sędziego o umiarkowanych poglądach. Przez szereg lat, kiedy w SN zasiadało 4 sędziów zdecydowanie konserwatywnych (Alito, Thomas, Roberts, Scalia) i czterech liberalnych (Sotomayor, Kagan, Ginsburg, Breyer), jego głos uchodził za tzw. języczek u wagi (ang. swing vote) w wielu decyzjach. Sytuacja zmieniła się na początku 2016 po śmierci Antonina Scalii, ale powróciła do poprzedniego stanu po nominacji Neila Gorsucha w kwietniu 2017.
27 czerwca 2018 ogłosił, że 31 lipca tego samego roku przejdzie na emeryturę. Na jego miejsce 9 lipca 2018 prezydent Donald Trump nominował sędziego Bretta Kavanaugha.
W 2019 roku otrzymał Philadelphia Liberty Medal.

## Życie prywatne
Urodził się w rodzinie rzymskokatolickiej. Z żoną Mary Davis mają troje dzieci. Nie jest powiązany z rodziną Kennedych.